# Alegría (flamenco)
Las alegrías son un palo festero flamenco que forma parte del grupo de las cantiñas, que son los cantes de Cádiz por excelencia.

## Estructura
La copla o estrofa de las alegrías suele ser de cuatro versos octosílabos o ser la estrofa que recibe este mismo nombre: alegría. Su melodía es de carácter festivo e incita al baile. Su ritmo está condicionado por la métrica del compás de la soleá, pero se diferencia de ella en que su tempo es mucho más rápido.

## Origen
Parece que la alegría deriva de la jota aragonesa, que enraizó en Cádiz durante la ocupación francesa y la celebración de las Cortes de Cádiz. Por eso sus letras clásicas contienen tantas referencias a la Virgen del Pilar, el río Ebro y Navarra.
Un ejemplo es Yo le di un duro al barquero, que cantaba La Niña de los Peines y que ha grabado recientemente con el título Coquinas Estrella Morente en su disco Mi cante y un poema.
Yo le di un duro al barquero
por pasar el Ebro a verte
Los amores de Navarro
son caros pero son buenos.
Se cree que fue Enrique Butrón quien fijó el estilo flamenco actual de las alegrías e Ignacio Espeleta quien introdujo el característico “tiriti, tran, tran...”. Algunos de los intérpretes más conocidos de las alegrías son Enrique el Mellizo, Camarón de la Isla, Pinini, Pericón de Cádiz, Aurelio Sellés, La Perla de Cádiz, Rancapino, Chano Lobato y El Folli.

## Vestuario
Las bailaoras llevan un vestido largo hasta el tobillo con volados en la parte de abajo, adornados con cintas o encajes. Las mangas pueden ser largas o cortas, abullonadas o con volados. Lucen las bailaoras hermosas mantillas con bordados de flores y largos flecos. Completan su atuendo con flores, peinetas, pendientes de coral y zapatos de tacón. También es común el uso de la bata de cola.

## Conservación
En Cádiz se celebra anualmente el Concurso Nacional de Alegrías.